# 藤泽朋斋
藤泽朋斋（1919年3月5日—1992年8月2日，原名藤泽库之助），日本围棋棋手，神奈川縣人，出生于横滨，名誉棋圣藤泽秀行是库之助的舅父，虽然年龄比他小。
1933年入段、1934年二段、1935年三段、1936年四段、1939年五段、1941年六段、1943年七段、1947年八段、1949年九段，是第一位大手合上打出的九段。执白棋喜欢下模仿棋（东坡棋）。1958年第6届王座戰冠军。1964年第3届十段战冠军。1969年第16届NHK杯电视快棋赛冠军。

## 著作
- 『怒濤 藤沢朋斎 (芸の探究シリーズ4巻)』日本棋院 1977年
- 『藤沢朋斎 (上)(下) (現代囲碁大系20、21巻)』講談社 1980、83年